# ラゾ (ラゾ地区)
ラゾ（ロシア語: Лазо́, ラテン文字転写: Lazo）はロシア連邦東部の沿海地方にあり、ラゾ地区の中心に位置する村。人口は3,434人（2010年全ロシア国勢調査）。清朝時代の名称は湾溝であった。